# 알단강

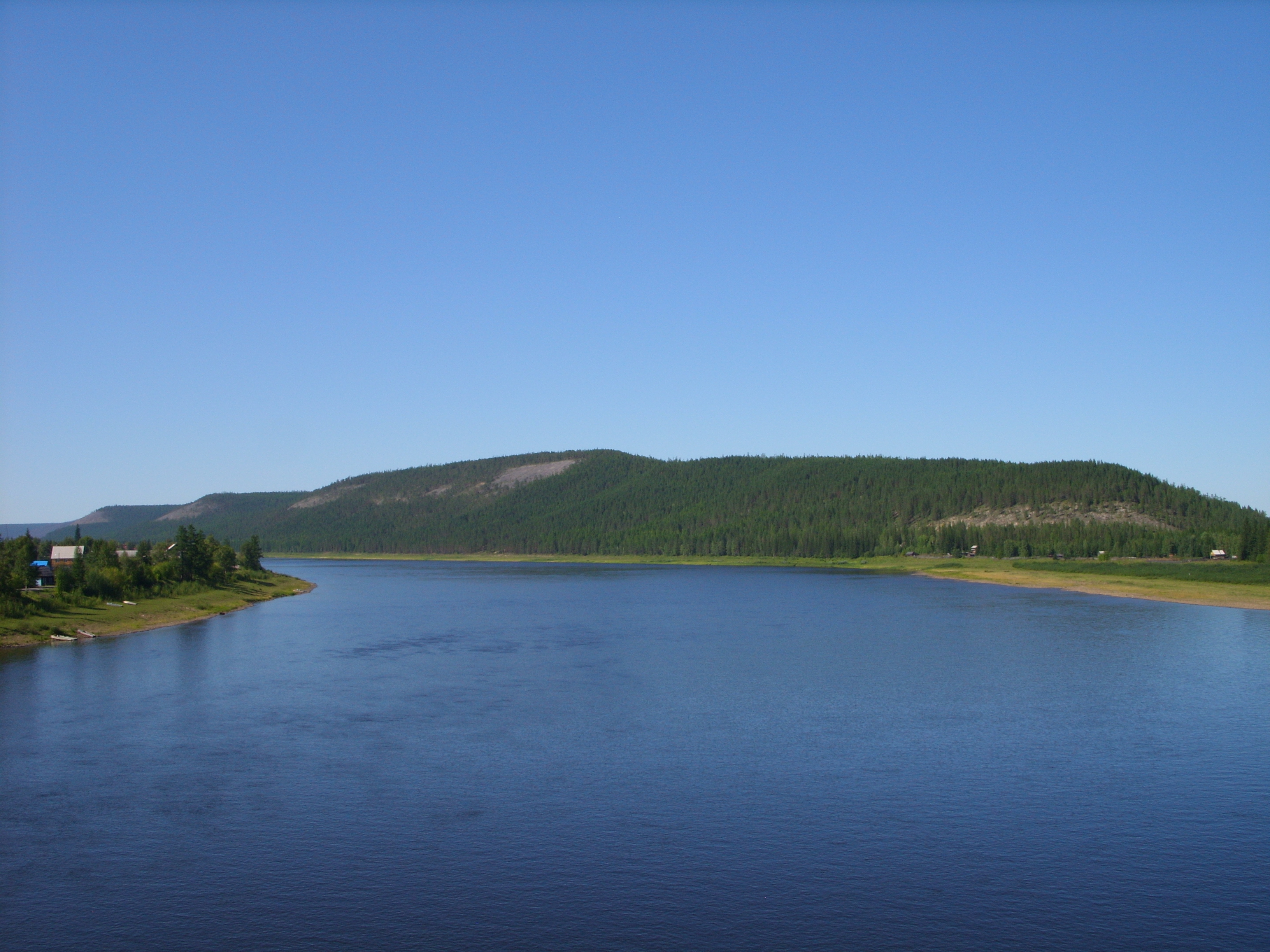

알단강(러시아어: Алдан, 야쿠트어: Алдан)은 레나강의 지류로, 동시베리아에서 두 번째로 긴 강이다. 유역 길이가 2,273 km(1412 mi)이고, 이중 1,600 km(994 mi) 구간이 항행할 수가 있다.
스타노보이산맥에서 발원을 한다. 네륜구리, 톰모트, 우스티마야, 옐디칸, 한디가가 알단강에 접해 있다.
알단강의 주요 지류는 암가강, 우추르강, 마야강이다.